# شوهي كيشيدا
شوهي كيشيدا (باليابانية: 岸田 翔平) (3 أبريل 1990 في أويتا في اليابان – )؛ هو لاعب كرة قدم ياباني سابق كان يلعب كمدافع.

## وصلات خارجية
- شوهي كيشيدا على موقع رابطة كرة القدم اليابانية للمحترفين (اليابانية)
- شوهي كيشيدا على موقع قاعدة بيانات كرة القدم.إي يو (الإنجليزية)
- شوهي كيشيدا على موقع Soccerway.com (الإنجليزية)
- شوهي كيشيدا على موقع عالم كرة القدم.نت (الإنجليزية)